# Örs församling, Karlstads stift
Örs församling var en församling i Melleruds pastorat i Dalslands kontrakt i Karlstads stift. Församlingen låg i Melleruds kommun i Västra Götalands län (Dalsland).1 januari 2025 uppgick församlingen i Melleruds församling.

## Administrativ historik
Församlingen hade medeltida ursprung. Före 1550 införlivades Mustasäters församling.
Församlingen var till 1 maj 1927 moderförsamling i pastoratet Ör, Dalskog, Gunnarsnäs, Holm, Skållerud och Järn, som till omkring 1550 även omfattade Mustasäters och Östanå församlingar. Från 1 maj 1927 till 2010 var församlingen moderförsamling i pastoratet Ör, Dalskog och Gunnarsnäs. År 2010 införlivades Dalskogs och Gunnarsnäs församlingar. Församlingen utgjorde därefter till 2013 ett eget pastorat. Församlingen ingick från 2013 i Melleruds pastorat.
1 januari 2025 uppgick församlingen i Melleruds församling.

## Kyrkor
- Dalskogs kyrka
- Gunnarsnäs kyrka
- Örs kyrka